# 福井県立武生工業高等学校
福井県立武生工業高等学校（ふくいけんりつ たけふこうぎょうこうとうがっこう、英: Fukui Prefectural Takefu Technical High School）は、かつて福井県越前市文京にあった公立の工業高等学校。福井県立武生商業高等学校と統合して福井県立武生商工高等学校となり、2022年（令和4年）3月末に閉校した。校舎は福井県立武生商工高等学校工業キャンパスとして利用されている。

## 概要
1959年（昭和34年）4月、前身である福井県立武生高等学校工業科から分離独立して開校。

## 設置学科
- 都市・建築科
  - 都市工学コース
  - 建築コース
- 電気科
- 工業化学科
- 電子機械科

## 沿革
（沿革節の主要な出典は公式サイト）
- 1959年（昭和34年）4月 - 福井県立武生工業高等学校創立、土木科を設置する。
- 1960年（昭和35年）4月 - 土木科を土木建築科と改称するとともに電気、工業化学の2学科を新設して、3学科となる。
- 1961年（昭和36年）12月 - 普通教棟、土木建築教棟、工業化学教棟が竣工する。
- 1962年（昭和37年）4月 - 土木建築科を2学科に分けて土木科および建築科と改称し4学科となる。
- 1963年（昭和38年）
  - 2月 - 電気教棟が竣工する。
  - 5月 - 体育館兼講堂、工業化学製造工場、水理実験室が竣工する。
- 1964年（昭和39年）3月 - 理科建築教棟が竣工する。
- 1965年（昭和40年）3月 - 本館が竣工する。
- 1966年（昭和41年）11月 - 武道場が竣工する。
- 1968年（昭和43年）3月 - 木造実習室を増築する。
- 1984年（昭和59年）11月 - 校舎改築第1期工事（本館）を着工する。
- 1985年（昭和60年）9月 - 本館が竣工する。
- 1987年（昭和62年）
  - 7月 - 第二体育館が竣工する。
  - 8月 - 第二実習教棟が竣工する。
- 1988年（昭和63年）3月 - 第三実習教棟が竣工する。
- 1990年（平成2年）3月 - LL教室にパソコン25台導入。
- 1992年（平成4年）1月 - 弓道場が竣工する。
- 1993年（平成5年）
  - 4月 - 第一体育館を新装する。
  - 5月 - 武道場が竣工する。機械警備を開始する。
- 1994年（平成6年）
  - 4月 - 土木科を都市工学科と改称するとともに、電子機械科を新設して5学科となる。
  - 11月 - 第四実習教棟が竣工する。
- 1996年（平成8年）2月 - 第一実習教棟を新装する。
- 1997年（平成9年）4月 - 都市工学科と建築科を統合し、都市・建築科とし、都市工学コースと建築コースとする。
- 1999年（平成11年）
  - 3月 - 建築実習教棟が竣工する。
  - - 学校公開を開始する。
- 2000年（平成12年） - インターンシップを開始する。
- 2002年（平成14年）8月 - 校内LANを整備する。
- 2003年（平成15年） - 校内課題研究発表会を開始を開始する。
- 2005年（平成17年）3月14日 - 養老孟司（東京大学名誉教授）先生の講演会を実施する。
- 2006年（平成18年）6月 - エアコン設備を整備する。
- 2020年（令和2年） - 当校所在地に福井県立武生商業高等学校との統合で発足した福井県立武生商工高等学校（工業キャンパス）が置かれる。
- 2022年（令和2年）3月31日 - 閉校。

## 校歌
作詞：石森延男、作曲：棚地慶助

## 部活動
- 運動部 - 弓道、サッカー、山岳、柔道、卓球、テニス、バスケットボール、バドミントン、バレーボール、ボクシング、ホッケー、野球、陸上競技
- 文化部 - 家庭、建築文化、写真、電気工学、都市工学、放送、ロボット工学